# 유병의
유병의(劉柄義, 1886년 ~ ?)는 일제강점기의 함경남도 지역 유지이며 실업인이다.

## 생애
출신지는 함경남도 북청군이다. 한일 병합 조약 체결 후 함흥지방재판소에서 서기 겸 통역생으로 근무하다가 1914년에 퇴직하였다. 퇴직 후에는 함흥부 지역에서 대서업을 운영하면서 기업인으로 활동했다.
1919년 이래 고향 지역에서 농사개량 사업을 일으키며 사회 활동에도 뛰어들었다. 1919년부터 함흥금융조합 감사와 조합장을 맡았고, 1921년에는 함흥제1공립보통학교 학무위원에 임명되는 등 지역 유지로 활발한 활동을 했다. 1924년에는 함경남도 도평의회원에 선출되어 1930년까지 재직했다.
1926년 함경남도농회 부회장, 1927년 함경남도교육회 간사, 1933년 조선농회 통상의원 등을 지냈다. 1934년에 함흥상공회의소가 설립되자 특별위원이 되었다.
천도교 계열의 친일단체인 시중회 평의원을 지냈으며, 1931년에 함흥부에서 제1회 부회의원 총선거가 열렸을 때 출마하여 당선된 뒤 함흥부회 의장이 되었다. 1935년에 총독부가 시정 25주년을 기념하여 표창자를 선정했을 때 여기에 포함되었다.
2008년 발표된 민족문제연구소의 친일인명사전 수록예정자 명단의 친일단체 부문에 들어 있다.

## 같이 보기
- 시중회

## 참고자료
- 유병의(劉柄義) - 국사편찬위원회